# 動態隨機記憶體價格操縱
動態隨機記憶體價格操縱是指動態隨機存取記憶體（DRAM）製造商透過聯合哄抬等方式操縱價格的行為。

## 2002年至2005年
在2002年，依據《休曼法案》，美國司法部對於动态随机存取存储器（DRAM）製造商的行為展開調查，指控當時DRAM的四大廠：三星電子、海力士、美光和英飛凌，企圖聯手操控價格，並控告其聯合壟斷價格的行為。而其中美光從承認犯罪並轉為污點證人，透過協商管道並與美國司法部合作，獲得免起訴的機會。
美國電腦製造商包括戴爾與捷威聲稱DRAM製造商的聯合哄抬DRAM價格行為造成利潤降低與市場競爭力下滑。迄今，五家製造商對參予一場國際性的價格操縱共謀中承認有罪，包括海力士、英飛淩、美光、三星電子。
2003年12月，司法部指控美光的區域銷售經理Alfred P. Censullo違反了美國法典18 U.S.C. § 1503。Alfred P. Censullo在2002年6月服務於美光公司時，收到陪審團的傳票要求調查文件時，他對於修改文件隱瞞且觸犯阻礙調查等罪嫌承認有罪。
在2004年10月20日，英飛淩認罪，因其涉案部分被罰款一億六千萬美金，是美國歷史上第三大反托拉斯罰金金額；同时，英飛淩的四名主管被求處4到6個月的徒刑，並罰款25萬美金。在四人被宣告徒刑之後，美國司法部反托拉斯局刑事執法處助理檢察總長Scott D. Hammond說：『這四名主管是第一個針對操縱市場價格承認有罪的案例，對於DRAM產業違反反托拉斯法案中，此案將持續積極的調查。我們將繼續追究參予這次價格操縱案中其他國內外的主管。』
海力士很快在2005年4月第三個認罪，後被處罰一億八千五百萬美金罰金。
2005年10月，三星電子因同一個壟斷行為被控有罪，而他們的三億美金罰金，是美國歷史上到目前為止第二多的反托拉斯法罰金金額，並且也有多名主管前往美國入獄服刑。
而台灣廠商南亞科技和華邦電子當時也受到調查，然而當時市佔率相當低，並未受到此案的波及。

## 2017年至2018年
2018年4月律师事务所 Hagens Berman 指控三星、美光和海力士从 2016 年第一季度到 2017 年第三季度之间通过降低产量和操纵价格使其收入翻了一番多。三星、镁光和海力士控制了全球 96% 的 DRAM 芯片市场。中国在2017年宣布调查内存芯片市场的价格垄断，三家公司的行为突然发生了改变。DRAM 的价格在 2017 年上涨了 47% ，为三十年来最大幅度的上涨。